# Pänserydsgölen
Pänserydsgölen är en sjö i Ronneby kommun i Blekinge och ingår i Ronnebyåns huvudavrinningsområde. Sjön är 6,2 meter djup, har en yta på 0,022 kvadratkilometer och befinner sig 60 meter över havet.